# Erwin Puchinger

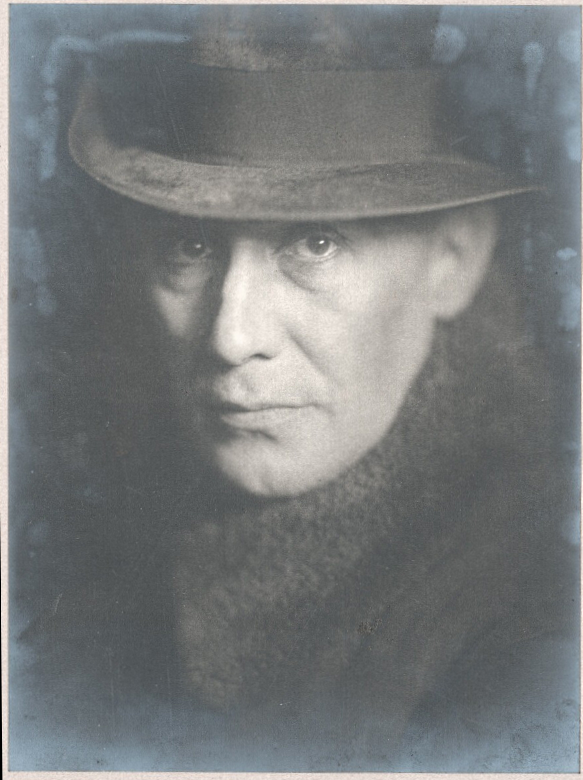
Erwin Puchinger

Erwin Puchinger (* 31. Juli 1875 in Wien, Österreich-Ungarn; † 17. Juni 1944 ebenda) war ein österreichischer Grafiker und Maler.

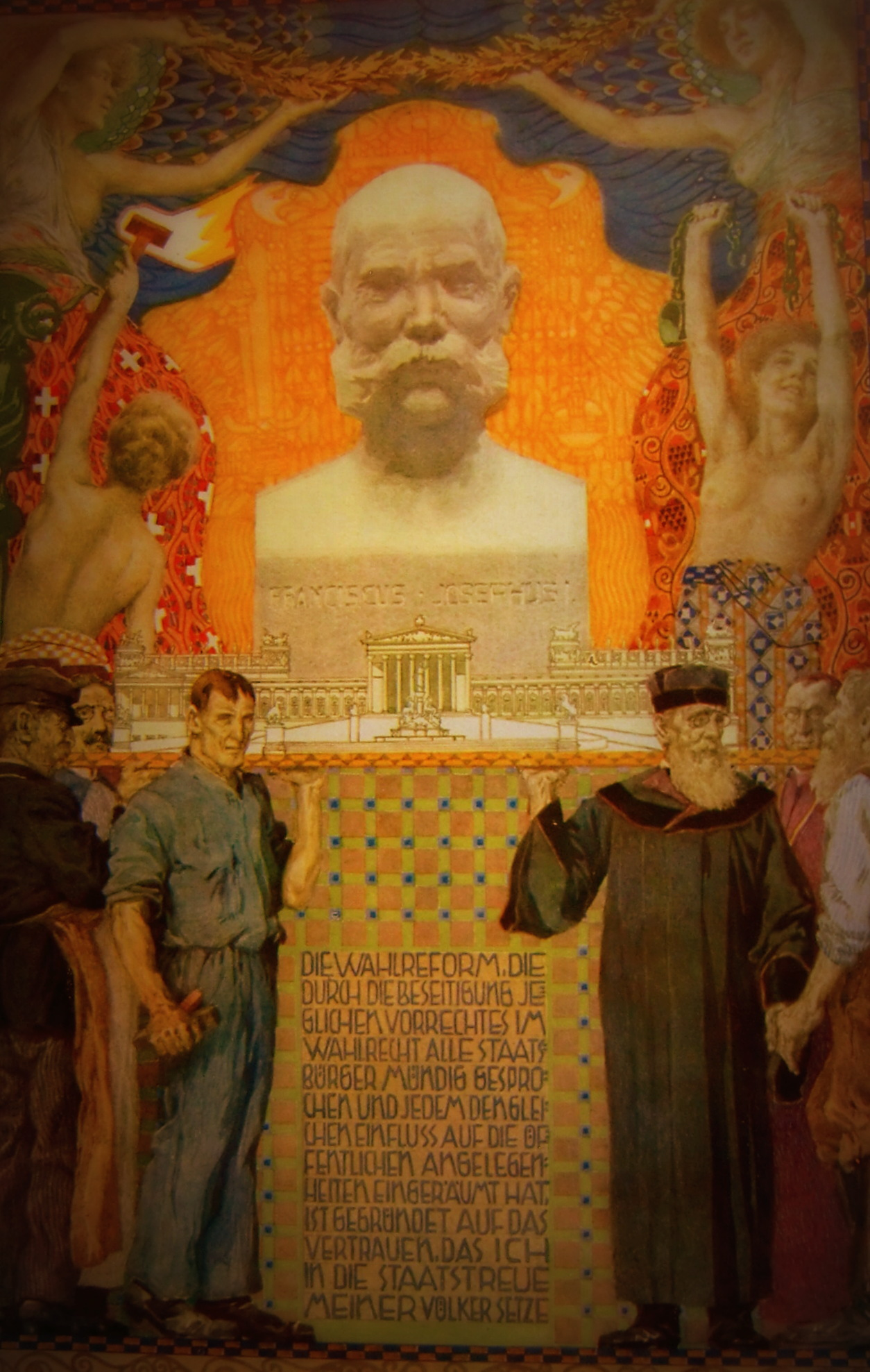
Allegorie des Wahlrechts, 1908

## Leben und Werk
Puchinger entstammt einer österreichisch-ungarischen Offiziers- und Beamtenfamilie. Er besuchte die Malschule Schild in Wien sowie ab 1891/92 Abendkurse an der Graphischen Lehr- und Versuchsanstalt. Von 1892 bis 1901 besuchte er die Kunstgewerbeschule des Österreichischen Museums für Kunst und Industrie. Ab 1896 war er Schüler von Franz Matsch und bildete sich dann in Paris und London weiter.
Ab 1901 war er als Lehrer, ab 1908 als Professor für Zeichnen und ab 1933 als Leiter der Abteilung für manuelle Grafik an der Graphischen Lehr- und Versuchsanstalt tätig. In dieser Zeit wurde er auch Mitglied der Wiener Secession. In Paris und London arbeitete er mit dem Architekten Otto Prutscher zusammen. Im Jahr 1900 wurde eines seiner Hauptwerke für den österreichischen Pavillon der Pariser Weltausstellung ausgewählt. Am 31. Dezember 1912 wurde Puchinger als Mitglied im Wiener Künstlerhaus aufgenommen.
Während des Ersten Weltkriegs, vom 28. Februar 1916 bis November 1918, war Puchinger als Kriegsmaler im k.u.k. Kriegspressequartier tätig und entwarf z. B. Plakate für Kriegsanleihen. Neben seiner Tätigkeit als Maler entwarf er auch Briefmarken.
Im Gegensatz zu seinem grafischen und kunsthandwerklichen Werk ist seine Malerei naturalistisch und von strenger Farbgebung bei der Darstellung von Landschaften und Szenen aus dem bäuerlichen Leben.
Puchinger und seine Frau Elfriede stellten in den Jahren von 1938 bis 1943 regelmäßig bei den Großen Deutschen Kunstausstellungen in München aus. Drei seiner Gemälde wurden von Adolf Hitler erworben. Er wurde noch 1944 auf die Gottbegnadeten-Liste aufgenommen.
1936 trat Puchinger in den Ruhestand. Er wurde vielfach geehrt und ausgezeichnet (1943 Veit-Stoss-Preis der Stadt Nürnberg). Puchinger wurde auf dem Pötzleinsdorfer Friedhof bestattet. Seine Frau Elfriede Puchinger-Hoffmann war ebenfalls Malerin und eine bedeutende Grafikerin.
Die Werke Puchingers befinden sich heute in den Sammlungen namhafter Museen, u. a. dem Metropolitan Museum of Art in New York, sowie der Albertina und dem Heeresgeschichtlichen Museum in Wien.

## Illustrierte Schriften (Auswahl)
- Amelia Sarah Levetus: Imperial Vienna: an account of its history, traditions and arts. with upwards of 150 full-page Illustrations by Erwin Puchinger. Lane the Bodley Head, London 1905 (archive.org).
- Ball der Stadt Wien. mit Texten von Friedrich von Schiller, künstlerische Ausstattung von Erwin Puchinger. Druck Christoph Reisser’s Söhne, Wien 1905.
- K.K. Graphische Lehr u. Versuchs Anstalt in Wien, 1888–1913. Graphische Lehr- und Versuchsanstalt, Wien 1913, OCLC 920579688.